# Linnea Gustafssonová
Linnea Gustafssonová (* 20. února 1986) je švédská reprezentantka v orientačním běhu. Jejím největším úspěchem je stříbrná medaile ze sprintu na Mistrovství světa v roce 2009 v Miskolci. V současnosti běhá za švédský klub Visborgs OK a od roku 2009 za OK Hällen. V roce 2011 získala v prvním závodě světového poháru zlatou medaili. Závod se běžel ve finském Porvoo, jež byl součástí Nordic Orienteering Tour 2011.

## Sportovní kariéra
| Přehled úspěchů na Mistrovství světa | Přehled úspěchů na Mistrovství světa | Přehled úspěchů na Mistrovství světa | Přehled úspěchů na Mistrovství světa | Přehled úspěchů na Mistrovství světa |
| Mistrovství světa                    | Sprint                               | Middle                               | Long                                 | Štafety                              |
| ------------------------------------ | ------------------------------------ | ------------------------------------ | ------------------------------------ | ------------------------------------ |
| Olomouc 2008                         | 15. místo                            | X                                    | X                                    | X                                    |
| Miskolc 2009                         | 2. místo                             | X                                    | X                                    | 5. místo                             |
| Trondheim 2010                       | 7. místo                             | X                                    | X                                    | X                                    |
| Savojsko 2011                        | 1. místo                             | X                                    | X                                    |                                      |

| Přehled úspěchů na Mistrovství Evropy | Přehled úspěchů na Mistrovství Evropy | Přehled úspěchů na Mistrovství Evropy | Přehled úspěchů na Mistrovství Evropy | Přehled úspěchů na Mistrovství Evropy |
| Mistrovství Evropy                    | Sprint                                | Middle                                | Long                                  | Štafety                               |
| ------------------------------------- | ------------------------------------- | ------------------------------------- | ------------------------------------- | ------------------------------------- |
| Ventspils 2008                        | 7. místo                              | 17. místo                             | 28. místo                             | X                                     |